# Gwara poznańska

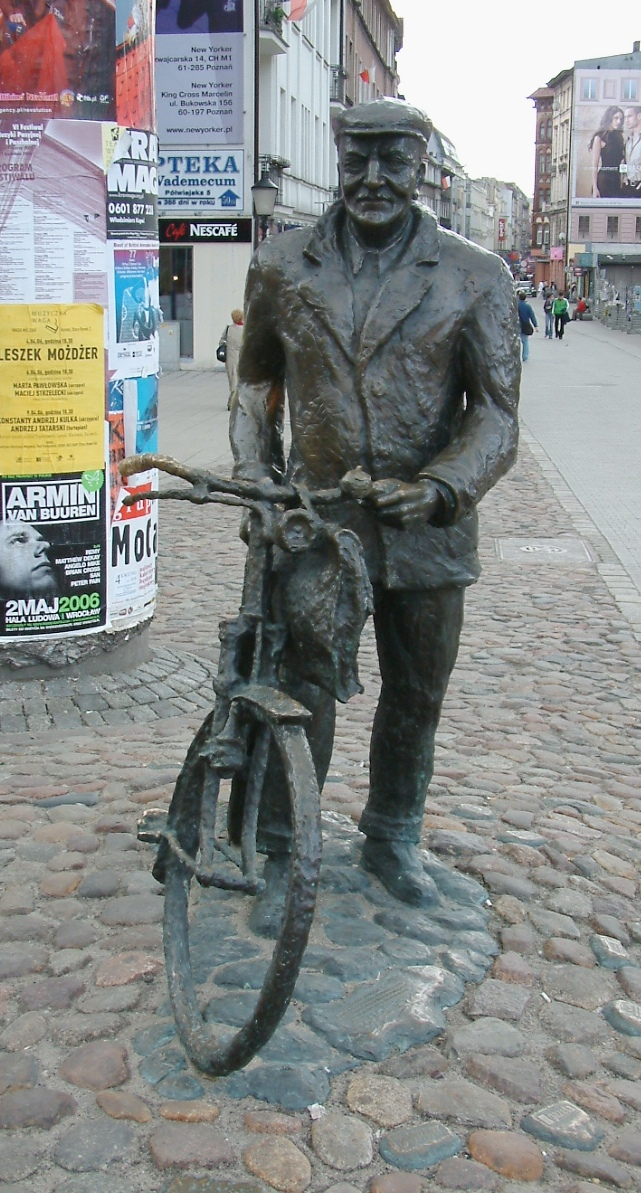
Pomnik Starego Marycha przy placu Wiosny Ludów w Poznaniu. W tle ulica Półwiejska

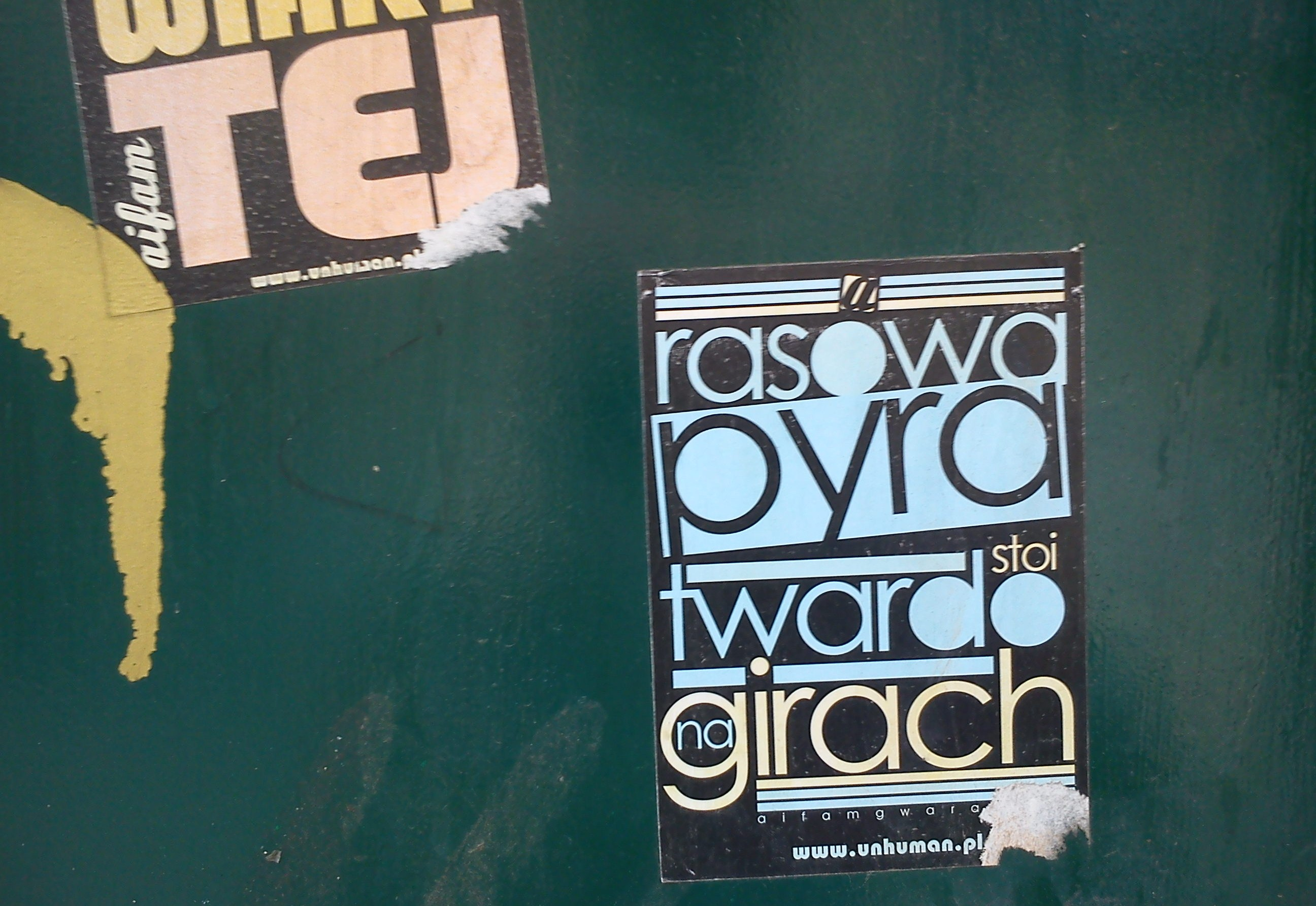
Przykłady kultywowania gwary poznańskiej na wlepkach

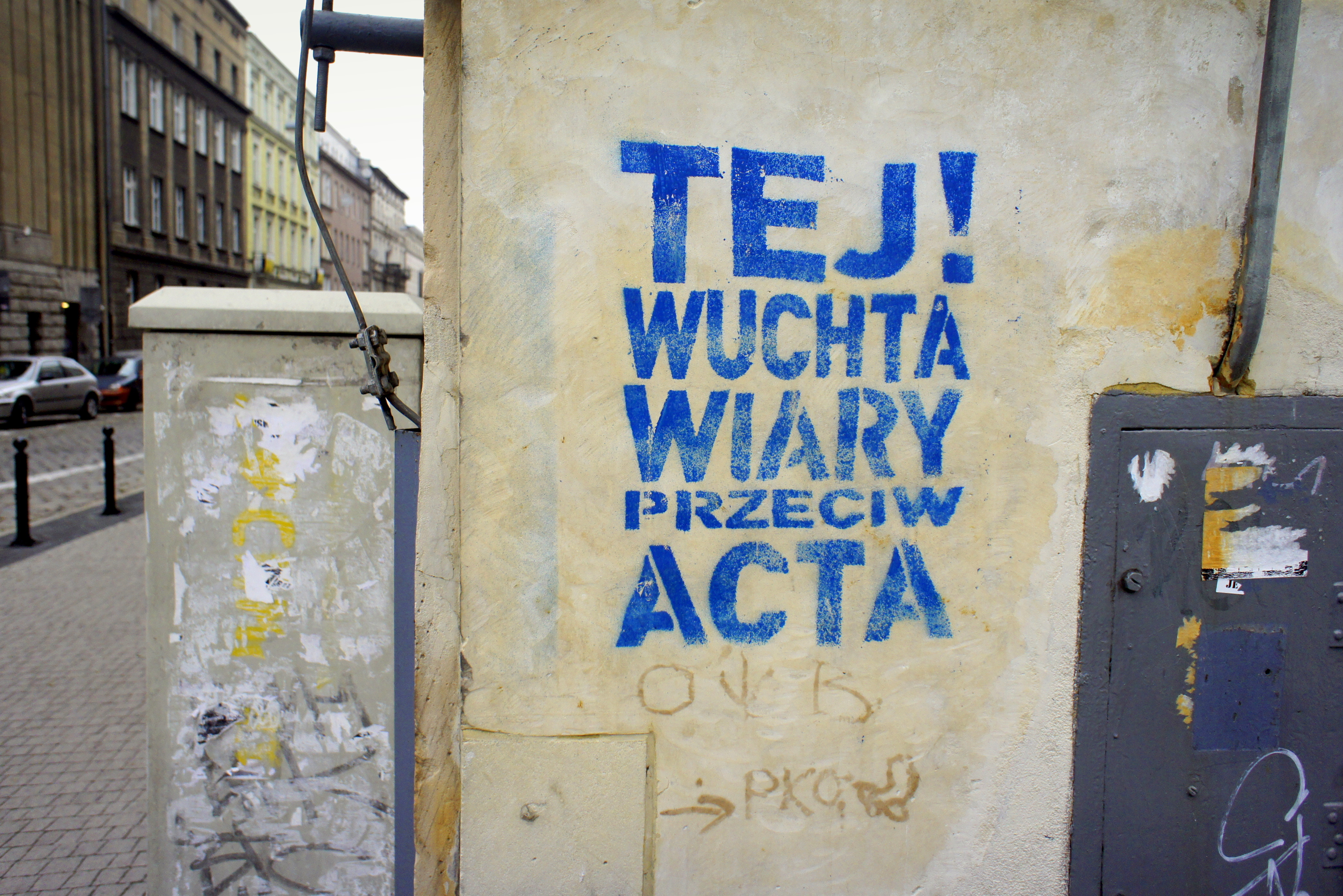
Protest przeciw ACTA wyrażony gwarą

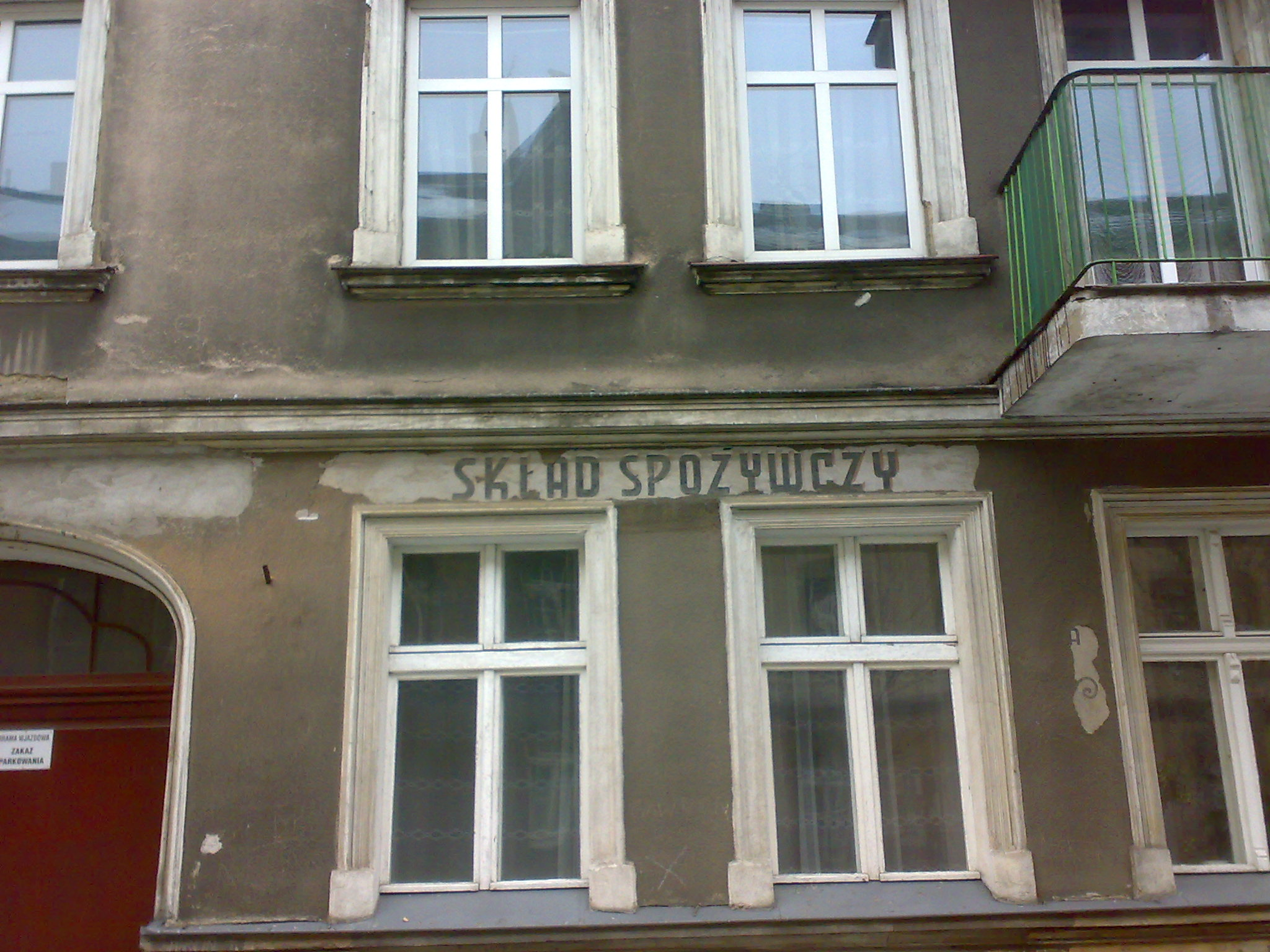
Przykład użycia gwary poznańskiej w oznaczeniu sklepu spożywczego przy ulicy Fabrycznej na Wildzie

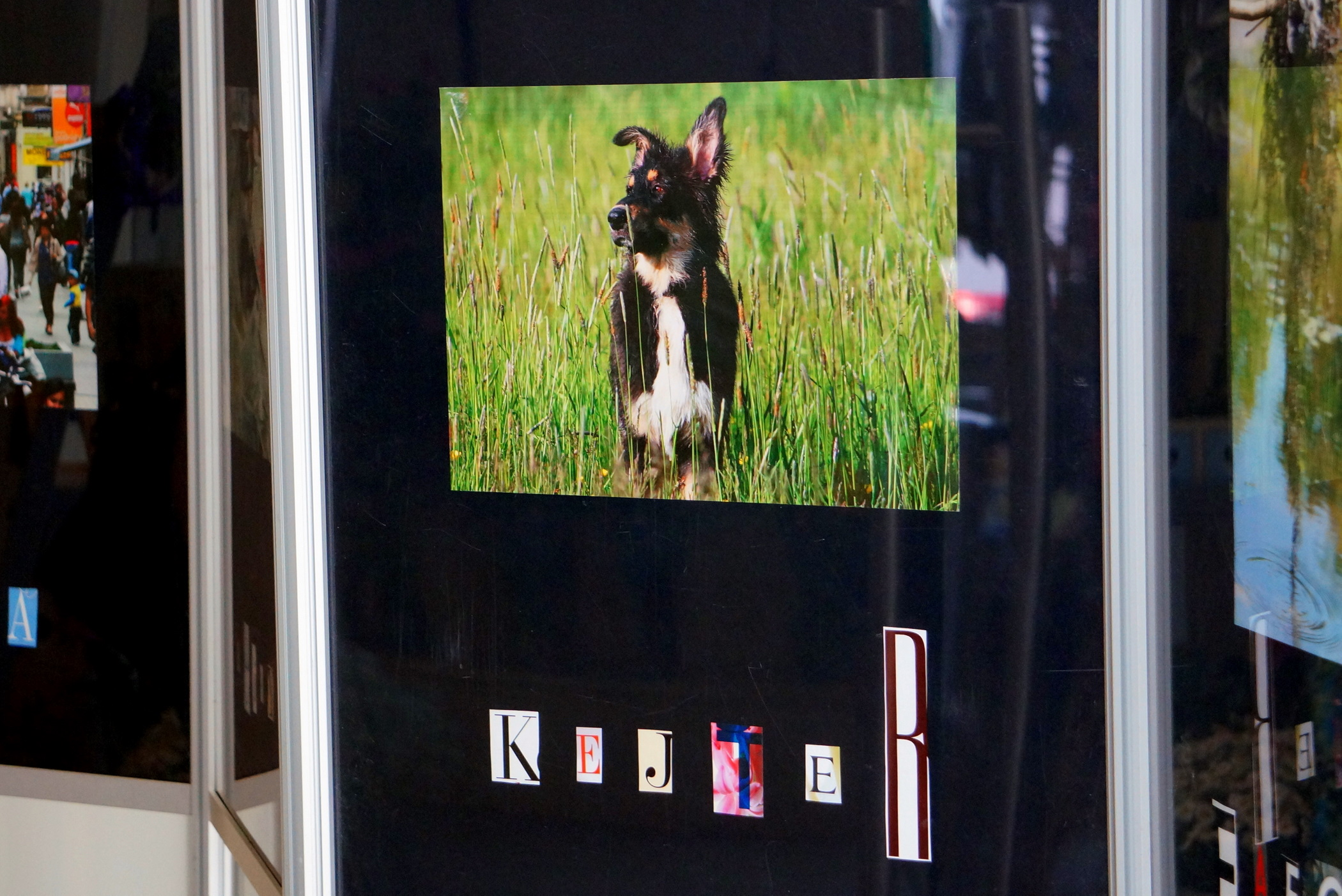
Śrem, plansze popularyzujące gwarę (kejter – pies)

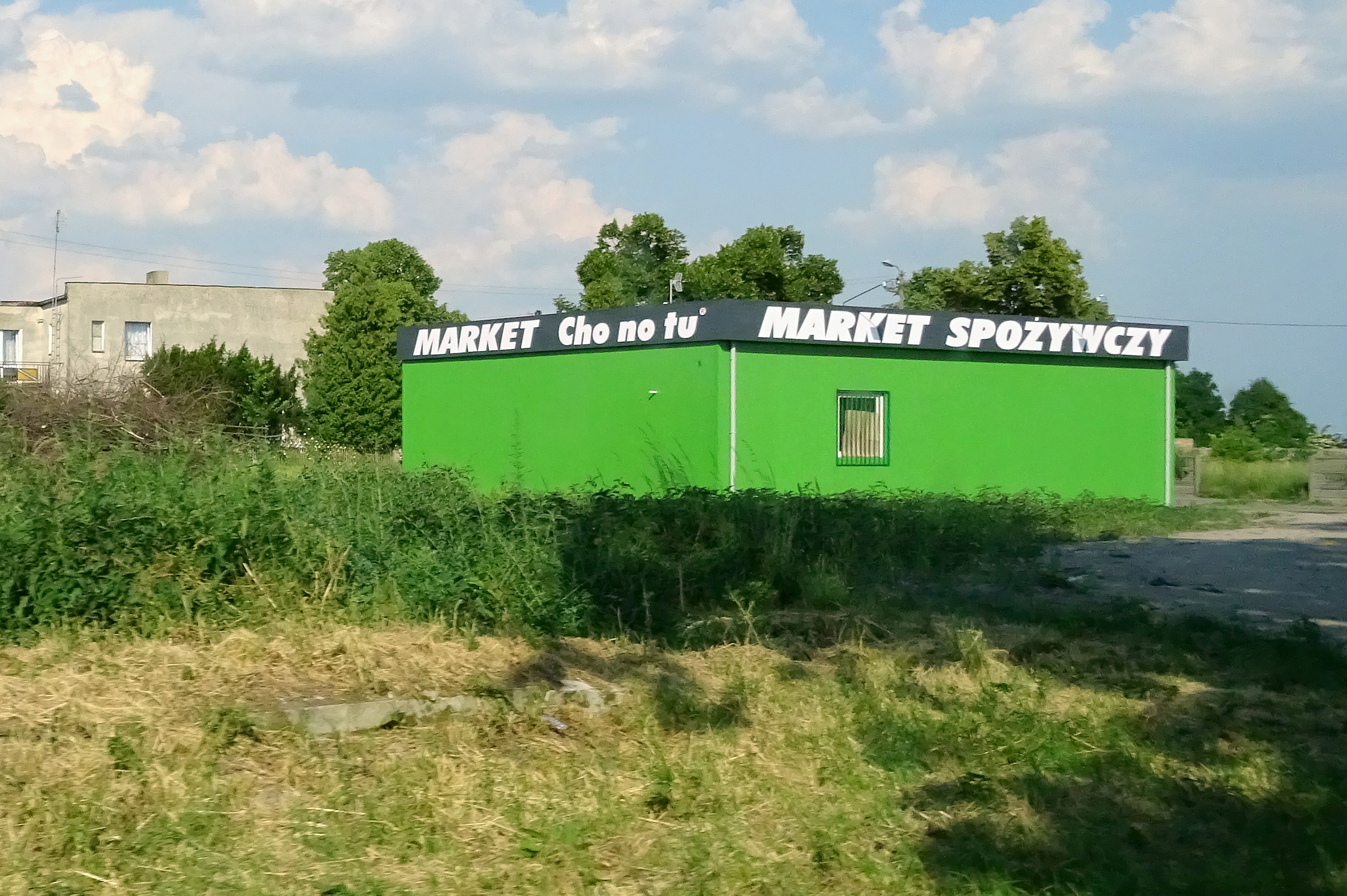
Sieć sklepów o nazwie pochodzącej z gwary: Cho no tu

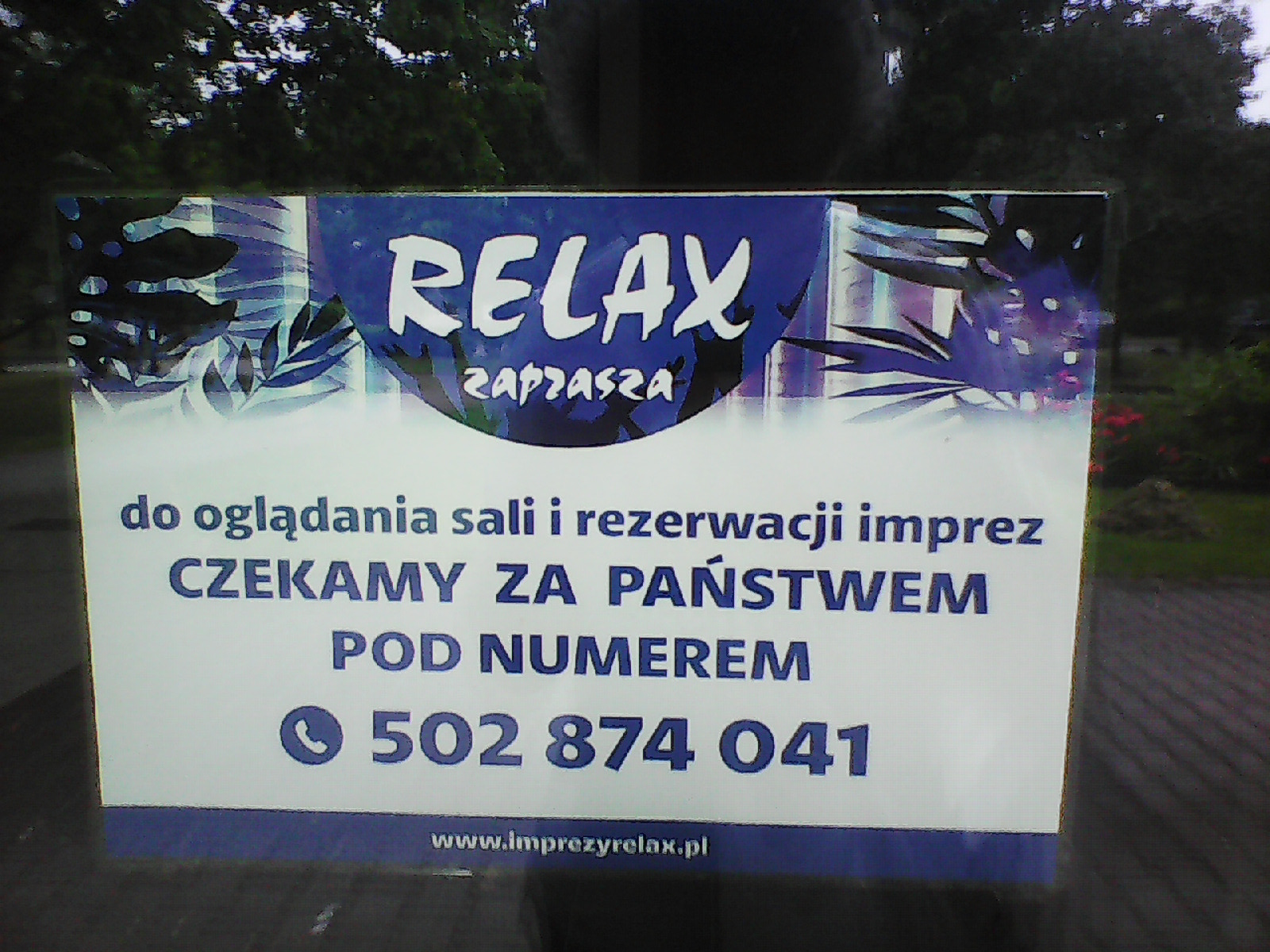
Różnica w użyciu przyimka: "czekać za" zamiast "czekać na". Reklama przy wejściu do restauracji "Relax" w Śremie

Gwara poznańska – gwara języka polskiego charakterystyczna dla mieszkańców Poznania i części regionu Poznańskiego. Elementy tożsame z gwarą poznańską, będące w istocie zapożyczeniami z języka niemieckiego, można spotkać na ziemiach byłego zaboru pruskiego (w granicach po 1815 roku).

## Cechy gwary
Charakterystyczne cechy wymowy w gwarze poznańskiej (charakterystyczne, poza ostatnim, dla jej formy literackiej oddającej stan z przełomu XIX i XX wieku; opisane w kontraście do standardowej polszczyzny):
- charakterystyczne podwyższenie melodii, tzw. zaśpiew, zwykle na końcu zdania, z wydłużeniem ostatniej sylaby, np. do widzeniaa, gdzie a wymawiane jest wyraźnie wyżej
- wtrącenie tej, czyli wołacza ty, jednak często występuje także jako zakończenie zdania, np. Tej, co ty robisz?, Przestań to robić, tej.
- wymowa o jako kontynuanta dawnego a pochylonego, np.: kolejorz, chłopok
- wymowa ó zamiast o, np.: cóś, doktór
- prelabializacja: u̯o, u̯e, u̯y; w miejscu o lub ó, np.: u̯oko, u̯yn, mu̯ost. Może to spowodować bardzo silne zniekształcenie, zwłaszcza w połączeniu z pomieszaniem nagłosowego /w/ i /v/: pu̯et stołym, czy u̯odejdź u̯obuzie u̯od u̯okna, bo cię u̯obleje bez łeb u̯odom u̯od u̯ogórków
- wymowa ły zamiast ło i łó, np.: łyszko
- wymowa y zamiast e – mlyko, chlyb
- wymowa yj lub ij zamiast końcówki -ej, np.: gorzyj, lepij
- wymowa ej zamiast aj, np.: dej, trzymej
- wymowa oł zamiast eł, np.: diaboł
- wymowa u zamiast ół, uł lub łu, np.: na du, dugi, suchej
- wymowa uł zamiast ił lub ył, np.: kupiuł, buł
- wymowa końcówki -om zamiast -ą, np.: jakom, pałkom
- udźwięcznienia międzywyrazowe, czyli dźwięczna wymowa ostatniej spółgłoski w wyrazie, gdy wyraz następny zaczyna się od samogłoski lub spółgłoską l, ł, m, n, ń, r, np.: krug otfrunoł, schyłeg nocy, mozd Rocha (most Rocha)
- wymowa dźwięczna w po głoskach bezdźwięcznych (brak wymowy kwas jako kfas)
- miękka wymowa niektórych wyrazów typu: drzaźnić, dźwi, śpilka
- zmiany pojedynczych spółgłosek w grupach spółgłoskowych np.: krzest, ślizgi, letki
- stosunkowo liczne uproszczenia (najczęściej strz, trz i drż do szcz, cz i dż) np.: czy (trzy), szczała, baży (bardziej), poedział (powiedział)
- w niektórych wyrazach zamiana ń na j, np.: gnieźniejski
- przyrostki zdrabniające -ik, -yszek, np.: wózik (wózek), kamyszek
- zmiana rodzaju np.: por – pora, zapałka – zapałek, magiel – magla
- zmiana końcówek w pewnych rzeczownikach:
  - niektóre rzeczowniki rodzaju żeńskiego zmieniają w bierniku końcówkę z -ę na -ą, np.: lekcją
  - mianownik liczby mnogiej wesoła (wesela), a w liczbie mnogiej dopełniacz tych wesół (tych wesel)
  - w odmianie przymiotnikowej form męskoosobowych zamiana końcówki -y na -i, np.: dobzi, dzici
  - w dopełniaczu liczby mnogiej końcówka -ów występuje również w rodzaju żeńskim np.: myszów, wsiów
  - zmiana miejscownika nazw niektórych krajów np.: do Prusiech, z Węgrzech, do Włoszech
  - końcówka narzędnika ujednolicana do -ami, np.: dzieciami, ludziami
  - celownik liczby pojedynczej rodzaju męskiego zakończony na -ewi, zamiast -owi, np.: wujewi
- niestandardowy dobór niektórych zaimków np.: te słońce
- zmiany w wymowie czasowników:
  - zmiany w formie niektórych bezokoliczników np.: ućknąć (uciec), stojeć (stać)
  - zmiany we wzorze odmiany np.: bierę – bieremy – bierą (biorę – bierzemy – biorą)
  - końcówka -imy zamiast -iśmy w czasownikach, np. widzielimy, bylimy, mielimy
  - końcówka -ym zamiast -em w czasownikach, np. widziołym, byłym, miołym (widziałem, byłem, miałem)
  - odmiana czasowników przez „żem” w czasie przeszłym, np. [ja] żem widział(widziałem), [ty] żeś widział (widziałeś), [ja] widziałżem (widziałem), [ty] widziałżeś (widziałeś)
  - zmiany w tworzeniu czasu przeszłego np.: szłem, poszłem
  - zmiany w tworzeniu imiesłowów biernych np.: ukradzone, zamiecone
- zmienione formy przysłówków np.: skędy (skąd)
- podwajanie niektórych przyimków: zez domu, wew domu
- niemiecki wzór wymowy:
  - głoska s w zapożyczeniach wymawiana jako z, np.: senzacja, uniwerzytet
  - niemiecka wymowa sąsiadujących samogłosek eu i ea, np.: Ojropa, idejał
  - obok licznych niemieckich zapożyczeń np.: kista (skrzynia niem. Kiste) pojawiają się kalki, czyli dosłowne tłumaczenia np. szkolnica (uczennica, niem. Schülerin) czasem nawet całych zdań np.: on jest 20 lat stary (on ma 20 lat, niem. er ist 20 Jahre alt), to mi się dobrze/źle podoba (to mi się podoba/nie podoba, niem. das gefällt mir gut/schlecht)
  - obecnie już rzadszy niemiecki szyk zdania np.: maszyna do chleba krajania (maszyna do krojenia chleba), to jest ale źle (niem. das ist aber schlecht)
- nie należące do kanonu literackiego gwary, lecz po II wojnie światowej typowe i bardzo rozpowszechnione w gwarze poznańskiej jest dodawanie we wszelkiego rodzaju wypowiedziach słowa nie, nawet w zdaniach twierdzących, – np. zdanie Ładna jest ta dziewczyna, nie? nie jest wcale ani pytające, ani zaprzeczające.

## Leksyka
Odrębności leksykalne Poznania mają wiele źródeł; do głównych należą nierównomierne wycofywanie się słownictwa archaicznego na skutek rozbiorów Polski; znaczne wpływy języka niemieckiego w zaborze pruskim; przenikanie wpływów gwar ludowych do języka miejskiego (w przypadku Poznania przede wszystkim gwar ludowych Wielkopolski) razem z napływem ludności wiejskiej do miast; wreszcie kształtowanie się osobnego od ludowo-wielkopolskiego słownictwa w społeczno-kulturowych warunkach miasta, typowego dla gwary miejskiej.
Dlatego też nie wszystkie odrębności leksykalne Poznania typowe są wyłącznie dla niego, wiele z nich typowe jest dla całego zaboru pruskiego, z drugiej zaś strony wiele z nich ma charakter północnopolski (podobieństwa z dialektem mazowieckim) czy zachodniopolski, silne są też związki z dialektem małopolskim (zwłaszcza fonetyczne). Wśród słownictwa typowego dla Poznania można więc wyróżnić archaizmy, dialektyzmy, germanizmy i słownictwo miejskie. Pośród nich największe znaczenie mają dialektyzmy – klasyfikacja jednostek leksykalnych nie jest przy tym jednoznaczna, tak. np. archaizmy względem nieregionalnego języka ogólnego stanowić mogą jednocześnie bieżące słownictwo gwar wielkopolskich lub germanizmy.
Dialektyzmy, o największym udziale (ok. 40% typowego i odrębnego od ogólnopolskiego słownictwa Poznania) stanowić mogą leksykę przejętą z gwar wielkopolskich, ale nie tylko, znaczna ich część typowa jest bowiem również dla innych dialektów i gwar języka polskiego, głównie Kujaw i Krajny (przez wiodące klasyfikacje także określane jako gwary dialektu wielkopolskiego) oraz innych gwar i dialektów polskich. Słownictwo przejęte z gwar wielkopolskich i dialektu wielkopolskiego w ogólności określić można jako słownictwo wąskoterytorialne, zaś słownictwo typowe także dla innych dialektów jako szerokoterytorialne.
Wśród leksyki wąskoterytorialnej (przez co rozumie się tu słownictwo typowe wyłącznie dla gwar Wielkopolski w sensie wąskim) wyróżnić można np.: bręczeć (marudzić, zrzędzić), bździągwa, churchlać, cyrać, klejdry, knajder, koperytko, labija, leloszek, obrzym, pany, ogigle, opękać, petronelka, ryfa, rzęchy, szczapić, szkieber, szudrać się, szuszwol, szwagrocha, ukrychnąć, unorać, wknaić się, wyćpić/wyćpnąć, wypiglać się, zgrupić się, żgak. Prócz gwar wielkopolskich w sensie wąskim także dla gwar Kujaw i Krajny charakterystyczne są np.: chabas, fleja, głabnąć, przesmradzać, rupotać, zgęziały.
Dla gwar Pomorza i regionów sąsiadujących charakterystyczne są także: bachandryje, boba, brawęda, chaps, kramować, lujnąć, luntrus, miągwa, muk, statory, wąsiona, westfalka. Dla Śląska – biber, giglać, kalafa, klekoty, knajtek, land, modre, przepękać, smary, tuleja. Dla Małopolski – angryst, bojączka, glajda, hycać, makiełki, nadrach, nicpoty, obachutać, papcie, puczyć się, purtać, ryska, wykosierować. Dla Mazowsza i w pewnej mierze gwar Suwalszczyzny i Podlasia – chorobny, chrympać, odtrzasnąć się, przebrać, resztówki, szmaja, taradeja. Dla wielu gwar terytorialnych Polski – czępać/cząpać, ćmok, chichrać się, glapa, leżanka, nyny, ohajtnąć się, paradzić się, psiona, tabula.
Drugą co do znaczenia (ok. 30%) grupą są archaizmy, wyrazowe (forma i znaczenie zanikły w języku ogólnym – w tym zapożyczenia) i semantyczne (forma obecna w języku ogólnym, ale przy zmienionym znaczeniu). Wśród archaizmów wyrazowych wyróżnić można np.: deczka i deka, grajcarek, jaczka, jadaczka, kabatek, kejter, knyp, korbol, kopystka, macoszka, mączkować, mrzygłód, nieusłuchany, skopowina, szablak, szpotawy, sztyftować się, tąpać, westka, węborek, womitować. Wśród archaizmów semantycznych – ból (rana, wrzód), gapa (wrona), góra (strych), haczyk (pogrzebacz), mączka (krochmal), miałki (płytki), sklep (piwnica), skład (sklep), trafić (spotkać), wykład (wydatek).
Germanizmy stanowią ok. 30% słownictwa, przy czym podane tu przykłady uwzględnią prócz germanizmów właściwych także kalki słowotwórcze, frazeologiczne i semantyczne. Germanizmy właściwe to wyrazy, w których formę przejęto z języka niemieckiego razem ze znaczeniem, jak ajnfach, ajntop(f), bachać się, badejki, bauer, blubrać, bryle, dracheta, durch, dyngs, eka, frechowny, fyrtel, glaca, kipa, kista, laczki, lajsnąć sobie, lofer, lumpy, pana, plindz/plendz, przyzolić, racha, rajzefiber, redyska, rodle, rojber, rozkwirlać, sosyska, sportka/szportka, szneka, sznupa, sznytloch, sztender, sztrykować, szwaja, szwamka, tonkać, zicherhajtka. Kalki słowotwórcze to wyrazy o zachowanej niemieckiej strukturze słowotwórczej, w których jednak morfemy niemieckie zastąpione zostały polskimi: obkład, odkluczyć, przepisać się, tudotąd, zakluczyć. Podobnie kalki frazeologiczne to frazeologizmy o strukturze niemieckiej, ale polskich lub mieszanych co do pochodzenia słowach: być na fleku (być w pełni sił), dostać kupić (móc kupić), mieć ambę (mieć głupie pomysły), mieć sztycha (być nadpsutym – o mięsie), przyjść komuś głupio, przygadać, dociąć komuś, robić komuś hałas (robić komuś awanturę), spuścić się na kogoś (polegać na kimś). Kalki semantyczne to wyrazy, w których zapożyczone z języka niemieckiego zostało jedynie znaczenie: kij (piętro), pojedynczy (prosty, zwyczajny), przypominać się (odbijać się), skrzydło (fortepian).
Niewielką część słownictwa tworzy natomiast słownictwo typowo miejskie, o charakterze neologizmów. Do neologizmów miejskich Poznania należą np.: bimba (tramwaj), deska (długi blok mieszkalny), pestka (Poznański Szybki Tramwaj), okrąglak (w odniesieniu do domu towarowego o okrągłym kształcie).

## Stan badań i zagadnienia lokalności językowej
Badania nad odrębnością językową miast, także Poznania, podjęte zostały w językoznawstwie polskim w okresie XX-lecia międzywojennego. Odrębności te były wtedy rozpatrywane często w kategoriach tzw. błędów językowych. Wyniki tych badań przedstawiali w formie artykułów Antoni Danysz (Odrębności słownikarskie kulturalnego języka polskiego w Wielkopolsce w stosunku do kulturalnego języka w Galicyi), Kazimierz Nitsch (Odrębności słownikowe Poznania, Krakowa i Warszawy), J. Biliński (Błędy językowe), E. Klich, P. Ciuła i W. Czarnecki (Przyczynki do gwary uczniowskiej w Poznaniu i Trzemesznie), A. Szyperski (Błędy językowe w Wielkopolsce; Mowa zapomniana. O archaizmach w Wielkopolsce), A. Tomaszewski (Błędy językowe uczniów szkół poznańskich; Mowa ludu wielkopolskiego).
Gwarę badała prof. Monika Gruchmanowa, która opublikowała kilka książek, w tym słownik.
Gwarę poznańską propagowały słuchowiska z cyklu:
- „Wuja Ceśku opowiada” – nadawane przez poznańską rozgłośnię Polskiego Radia w 60. XX wieku, opracowane i wygłaszane przez Stanisława Strugarka,
- „Blubry Starego Marycha” – nadawane przez poznańską rozgłośnię Polskiego Radia od 1983. Autorem tekstów wygłaszanych przez Starego Marycha i jego żonę Frąckę był Juliusz Kubel, zaś w postać Marycha wcielał się Marian Pogasz. Postać ta, choć fikcyjna, urosła do rangi tak wielkiego symbolu, że 21 marca 2001 na poznańskim placu Wiosny Ludów odsłonięto pomnik Starego Marycha, którego twarz nosi rysy zmarłego Mariana Pogasza.

Ponadto poznański dom kultury Jubilat od lat 80. organizuje coroczny amatorski konkurs gwary Godejcie po naszymu, w którym niemałe sukcesy odnosi nawet młodzież licealna. W 2015 Juliusz Kubel przełożył na gwarę poznańską Małego Księcia, nadając mu tytuł Książę Szaranek
Poznański raper Peja (Ryszard Andrzejewski) w swoich tekstach także używa wiele elementów gwary poznańskiej, np. „winkiel”. Sam pseudonim artystyczny Andrzejewskiego oznacza „wesz”. Paluch (poznański raper) często używa w swoich utworach słowa „Tej”. Również poznański zespół rapowy Aifam używa wiele elementów gwary poznańskiej, np. „Wuchta wiary”, „szczon”.